# 貝盧-齊里比希納
貝盧-齊里比希納是馬達加斯加的城鎮，由梅納貝負責管轄，位於該國西岸，海拔高度17米，從事農業、畜牧業、漁業和服務業的人口分別佔60%、20%、10%和10%，主要農產品有稻米、豆類和鷹嘴豆，2001年人口約72,000。
19°42′S 44°33′E / 19.700°S 44.550°E